# April Hadi
April Hadi (sinh ngày 10 tháng 4 năm 1981) là một cầu thủ bóng đá người Indonesia hiện tại thi đấu cho Persija Jakarta ở Indonesia Super League.